# 後耳介動脈後頭枝
後耳介動脈後頭枝（こうじかいどうみゃくこうとうし）は、頭頸部の動脈の一つ。分岐後後方へ向かい、胸鎖乳突筋を超え、耳の後上方の頭皮へと進む。後頭筋と同部の頭皮に栄養を供給し、後頭動脈と吻合する。
この記事にはパブリックドメインであるグレイ解剖学第20版（1918年）557ページ本文が含まれています。